# Tramvajová doprava v Hradci Králové
Městskou hromadnou dopravu v Hradci Králové zajišťují pouze trolejbusy a autobusy. V minulosti ale existovaly též plány na zavedení tramvajové dopravy v Hradci Králové. Poprvé bylo o tomto druhu dopravy uvažováno na počátku 20. století. Město dokonce v roce 1914 získalo koncesi pro výstavbu tramvajové tratě mezi Slezským Předměstím, historickým centrem města (přes Velké a Malé náměstí) a vlakovým nádražím. Již o několik let dříve byla proto na nově stavěném Pražském (tehdy Wilsonově) mostě položena jedna kolej, což lze vidět na několika pohlednicích či fotografických snímcích. Kvůli finančním požadavkům firmy Františka Křižíka, kterému byla realizace svěřena, se však více z plánované šesti kilometrové trati nepostavilo.
Za první světové války a po ní navíc začaly sílit kritické hlasy vůči tramvajím, které obyvatelům připomínaly neoblíbené předchozí doby v Rakousku-Uhersku. Výstavby tratě nikdy nebyla zahájena a myšlenky na tramvaj v Hradci Králové byly definitivně zavrženy v roce 1927 a ve městě byla zavedena městská autobusová doprava. Kolej na Pražském mostě byla vytržena při jeho rekonstrukci 10. března 1932, což bylo zaznamenáno i v kronice.
V letech 1926–1928 vypracoval Josef Gočár regulační plán města, do kterého zakreslil rozsáhlou síť tramvajových „tratí“, které ale často byly nelogicky zakončené nebo propojené. Ve skutečnosti soutěž na městský regulační plán způsob dopravy po městě vůbec neřešila. V roce 1928 byla v Hradci Králové navíc zavedena městská autobusová doprava.
K obnovení myšlenky tramvajové dopravy v Hradci Králové došlo až v 21. století, s možností hybridní vlakotramvajové dopravy počítal např. návrh nového územního plánu.